# Strandža
Lo Strandža (in bulgaro: Странджа, traslitterato anche come Strandzha o Strandja; in turco Yıldız Dağları o Istranca Dağları) è un massiccio montuoso sito al confine sudest della Bulgaria con la parte europea della Turchia, compreso nella parte sud dei Balcani tra le pianure della Tracia ad ovest, la pianura vicino Burgas a nord ed il Mar Nero ad est.
La sua cima più alta è il Mahya Dağı (1 031 metri), sito in territorio turco; il punto più elevato in Bulgaria è Golyamo Gradishte a 710 metri s.l.m.
Il nome del massiccio presumibilmente deriva da Istranca, l'antico nome del Comune di Binkılıç nel distretto di Çatalca, provincia di Istanbul.

## Geografia e clima
Il clima della zona è notevolmente influenzato dal Mar Nero, ed è prevalentemente umido continentale in montagna e umido subtropicale verso la costa. 
I principali fiumi della zona sono il Veleka (147 km) e il fiume Rezovska (112 km).

## Parco Naturale di Strandzha
Il Parco Naturale dello Strandža, istituito nel 1995 nella parte bulgara del massiccio, è la più grande area protetta in Bulgaria, abbracciando 1161 km², ovvero circa l'1% del territorio totale della Bulgaria.

## Storia e cultura

Carta topografica del massiccio dello Strandža

Abitata dai Traci nell'antichità, Strandzha è una zona con una grande concentrazione di resti di santuari, altari sacrificali, dolmen e altri oggetti archeologici.
Le montagne sono state teatro della rivolta di Ilinden–Preobraženie nel 1903, repressa dalle truppe ottomane. L'attuale confine bulgaro-turco nella regione è stato istituito dopo le guerre balcaniche del 1912-1913, quando la parte settentrionale della Strandzha divenne parte della Bulgaria.
Culturalmente, la parte bulgara di Strandzha è conosciuta per l'architettura specifica che si può osservare a Malko Tǎrnovo, a Brašljan e nella maggior parte degli altri villaggi, assieme al ricco folklore e riti distintivi, come il nestinarstvo (ballare a piedi nudi sulla brace), che conserva numerosi elementi pagani.

## Flora e fauna
Le montagne dello Strandža hanno una flora e una fauna ricche e diversificate, uniche in Europa. Il 50% della flora della Bulgaria può essere osservato nel Parco Naturale dello Strandža e la zona ha 121 tipi di habitat. Vi si possono trovare oltre 600 diverse specie di invertebrati, così come oltre 400 specie di vertebrati, 41 specie di pesci d'acqua dolce, 10 specie di anfibi, oltre 20 diverse specie di rettili, oltre 130 specie di uccelli nidificanti, e più di 60 differenti specie di mammiferi.
Uno dei motivi per questa abbondanza è la posizione geografica della zona ad un crocevia biogeografico tra i continenti europeo e asiatico.
Le comunità vegetali nello Strandža si sono sviluppate prima che l'Europa fosse separata dall'Asia dalla formazione del Bosforo che oggi collega il Mar Nero con il Mar Mediterraneo. Il ghiaccio non ha mai raggiunto lo Strandža durante le ere glaciali del Pleistocene e l'Olocene e questa mancanza di glaciazioni ha contribuito a creare le circostanze per le quali la flora caratteristica sul continente europeo si è conservata.

## Richiami
Il Ghiacciaio Strandzha sull'Isola Livingston nelle Isole Shetland Meridionali, in Antartide, è stato denominato così in onore dei monti Strandža.